# Litchfield (Illinois)
Litchfield es una ciudad ubicada en el condado de Montgomery en el estado estadounidense de Illinois. En el Censo de 2010 tenía una población de 6939 habitantes y una densidad poblacional de 392,67 personas por km².

## Geografía
Litchfield se encuentra ubicada en las coordenadas 39°10′38″N 89°38′37″O / 39.17722, -89.64361. Según la Oficina del Censo de los Estados Unidos, Litchfield tiene una superficie total de 17.67 km², de la cual 16.7 km² corresponden a tierra firme y (5.5%) 0.97 km² es agua.

## Demografía
Según el censo de 2010, había 6939 personas residiendo en Litchfield. La densidad de población era de 392,67 hab./km². De los 6939 habitantes, Litchfield estaba compuesto por el 96.99% blancos, el 0.61% eran afroamericanos, el 0.2% eran amerindios, el 0.53% eran asiáticos, el 0.14% eran isleños del Pacífico, el 0.53% eran de otras razas y el 0.99% pertenecían a dos o más razas. Del total de la población el 1.48% eran hispanos o latinos de cualquier raza.